# Edmund Roche (5e baron Fermoy)
Edmund James Burke Roche, 5e baron Fermoy (20 mars 1939 - 19 août 1984), est un homme d'affaires britannique qui détient un titre dans la pairie d'Irlande. Il est l'oncle maternel de Diana, princesse de Galles.

## Biographie
Il est né le 20 mars 1939, troisième enfant et unique fils de Maurice Roche (4e baron Fermoy) et de son épouse, Ruth Sylvia Gill (titrée dame commandeur de l'Ordre royal de Victoria en 1979), fille cadette du colonel William Smith Gill,. Son père décède en 1955.
Il est diplômé du Collège d'Eton et de l'Académie royale militaire de Sandhurst.
Il devient le 5e baron Fermoy en 1955 à la mort de son père. Il est membre élu du conseil de district de Newbury entre 1976 et 1979. Il est président de la société Eddington Bindery Ltd, domiciliée dans la résidence familiale des Fermoy, située près d'Hungerford. Il est également jockey de steeple-chase.

## Mariage et enfants
Il est marié à Lavinia Frances Elizabeth Pitman (née en 1941), fille de John Pitman (un descendant d'Isaac Pitman) et Elizabeth Donaldson.
Ils ont quatre enfants :
- Frances Caroline Burke Roche (née le 31 mars 1965), épouse Peter Stanley en 1990. Ils ont trois enfants:
  - Richard Hugh Edward Stanley (né le 1er mai 1993)
  - Portia Ruth Isobel Stanley (née le 19 avril 1995)
  - Algernon Edmond Stanley (né le 8 mars 1999)
- Elizabeth Burke Roche (27 mars 1966 – 2 avril 1966)
- Maurice Roche (6e baron Fermoy) (né le 11 octobre 1967), épouse Tessa Kayll le 26 mars 1998. Ils ont deux filles.
- Edmund Hugh Burke Roche (né le 5 février 1972), épouse Philippa Long en 2004. Ils ont trois enfants:
  - Rosie Jeanne Roche (21 juin 2005-14/7/2025)
  - Archie Edmund Roche (né le 5 octobre 2007)
  - Agatha Frances Roche (née le 15 octobre 2009)

Après avoir souffert de dépression pendant une longue période, il se suicide par balle à son domicile, Eddington House, à Hungerford le 19 août 1984  à 45 ans.
En 1995, la veuve de Lord Fermoy, Lavinia Fermoy, épouse Nigel Edward Corbally Stourton, petit-fils d'Alfred Stourton, 23e baron Mowbray.
Lord Fermoy et sa famille ont des liens étroits avec la famille royale britannique. Sa mère est membre de longue date de la maison de la reine Elizabeth la reine mère. Sa sœur Frances est la mère de Lady Diana Spencer. En tant qu'oncle maternel de la mariée, Lord Fermoy assiste à son mariage avec le prince de Galles en 1981.